# Koktel sortiranje
Koktel sortiranje, još poznato kao dvosmerno bubble sortiranje, sortiranje mešanjem (shaker sort) (varijacija sortiranja izborom), je varijacija bubble sortiranja i sortiranja poređenjem. Algoritam se razlikuje od algoritma bubble sortiranja po tome što vrši sortiranje u oba pravca pri svakom prolasku kroz niz. Ovaj algoritam je samo malo teži za implementaciju od bubble sortiranja i rešava „problem kornjače“. 

## Pseudokod
Najjednostavniji oblik koktel sorta prolazi kroz niz svaki put:
```
procedure
 koktelSort( A 
:
 niz koji treba sortirati ) 
defined as:

  
do

    zamenjeno := false
    
for each
 i 
in
 0 
to
 length( A ) - 2 
do:

      
if
 A[ i ] > A[ i + 1 ] 
then
 
// poredi 2 uzastopna elementa

        zameni( A[ i ], A[ i + 1 ] ) 
// menja 2 elementa

        zamenjeno := true
      
end if

    
end for

    
if
 zamenjeno = false 
then

      
// izlazak iz petlje ako nije bilo zamena

      
break do-while loop

    
end if

    zamenjeno := false
    
for each
 i 
in
 length( A ) - 2 
to
 0 
do:

      
if
 A[ i ] > A[ i + 1 ] 
then

        zameni( A[ i ], A[ i + 1 ] )
        zamenjeno := true
      
end if

    
end for

  
while
 zamenjeno 
// ako nikoja 2 elementa nisu zamenjena, niz je sortiran

end procedure
```

Prvi prolazak sleva nadesno pomera najveći element na svoje mesto na kraju niza, a prolaz zdesna nalevo pomera najmanji element na svoje mesto na početku niza. Svaki naredni prolazak pomera sledeći najveći i sledeći najmanji na svoje mesto. Nakon i prolazaka kroz petlju, prvih i poslednjih i elemenata su na svojim mestima. Skraćivanjem dela niza koji je sortiran, broj operacija može biti prepolovljen. 
```
procedure
 koktelSort( A 
:
 niz koji treba sortirati ) 
defined as:

  
// `pocetak` i `kraj` označavaju indeks prvog i poslednjeg elementa

  pocetak := -1
  kraj := length( A ) - 2
  
do

    zamenjeno := false
    
// inkrementiramo `pocetak` jer su elementi pre njega sortirani

    pocetak := pocetak + 1
    
for each
 i 
in
 pocetak 
to
 kraj 
do:

      
if
 A[ i ] > A[ i + 1 ] 
then

        zameni( A[ i ], A[ i + 1 ] )
        zamenjeno := true
      
end if

    
end for

    
if
 zamenjeno = false 
then

      
break do-while loop

    
end if

    zamenjeno := false
    
// dekrementiramo `kraj` jer su elementi posle njega sortirani 

    kraj := kraj - 1
    
for each
 i 
in
 kraj 
to
 pocetak 
do:

      
if
 A[ i ] > A[ i + 1 ] 
then

        zameni( A[ i ], A[ i + 1 ] )
        zamenjeno := true
      
end if

    
end for

  
while
 zamenjeno

end procedure
```

## Razlika u odnosu na bubble sortiranje
Koktel sortiranje je blago izmenjen bubble sort. Razlikuje se po tome što umesto da prolazi kroz niz sa početka na kraj, prolazi i sa kraja na početak. Zbog toga je malo brži od standardnog bubble sortiranja. 
Primer niza koji pokazuje ovo tvrđenje je (2,3,4,5,1), koji se može sortirati kroz samo jedan prolazak ako se koristi koktel sort, a četiri prolaska ako se koristi bubble sort. U proseku je koktel sortiranje dva puta brže od bubble sortiranja.
Još jedna optimizacija algoritma je ta da se pamti poslednja zamena. U sledećoj iteraciji neće biti zamena ispod ove granice i algoritam ima manje prolazaka. Zbog toga što se sortiranje vrši u oba smera, broj prolazaka će se smanjivati što dovodi do smanjenja ukupnog vremena izvršavanja.

## Složenost
Složenost koktel sortiranja u O notaciji je {\displaystyle O(n^{2})} u najgorem i prosečnom slučaju, ali se približava {\displaystyle O(n)} ako je niz skoro sortiran pre primene algoritma, na primer, ako je svaki element na poziciji koja se razlikuje najviše za k (k ≥ 1) mesta od pozicije na kojoj će završiti, složenost koktel sortiranja postaje {\displaystyle O(k*n)}.
Koktel sortiranje je ukratko opisano u knjizi The Art of Computer Programming, zajedno sa sličnim poboljšanjima bubble sortiranja. Da zaključimo, Knut je izjavio (Knuth (1998). стр. 110):
Nijedno od ovih poboljšanja ne vodi do algoritma boljeg od sortiranja umetanjem; a već znamo da sortiranje umetanjem nije pogodno za veliko  N. [...] Ukratko, deluje kao da je sve što nudi bubble sortiranje privlačno ime i činjenica da vodi zanimljivim teoretskim problemima.— D. E. Knuth